# Орази, Ике
Икечукву Орази (англ. Ikechukwu Orazi; родился 11 июня 2007, Дублин, Ирландия) — ирландский футболист, вингер французского клуба «Реймс».

## Клубная карьера
Воспитанник ирландской команды «Кордафф», в 2015 году Орази присоединился к академии «Шемрок Роверс». 7 июля 2023 года впервые попал в заявку клуба на матч чемпионата Ирландии против «Дроэды Юнайтед», однако на поле не появился.
В сентябре 2023 года присоединился к французскому «Реймсу». 22 декабря 2024 года дебютировал за основную команду клуба, выйдя на замену в матче Кубка Франции против «Мюцига». 9 февраля 2025 года вышел на замену в матче против клуба «Олимпик Лион», дебютировав в Лиге 1.

## Карьера в сборной
Выступал за сборные Ирландии до 16, до 17 и до 19 лет.